# Vuelo 51 de Siberian Light Aviation
El vuelo 51 de SiLA (SL51) fue un vuelo ruso regional de pasajeros que sufrió un accidente la noche del domingo 12 de septiembre de 2021 en el territorio de la región de Irkutsk de la Federación de Rusia. El avión de pasajeros Let L-410 de la aerolínea rusa Aeroservis (operado por SiLA) realizando un vuelo interno en la ruta de Irkutsk a Kazachinskoye, realizó un aterrizaje forzoso a 4 kilómetros del aeropuerto de destino. De las 16 personas a bordo (14 pasajeros y 2 miembros de la tripulación), 4 de ellas murieron (3 pasajeros y el primer oficial), el resto resultaron heridas. El avión quedó destruido debido al impacto, sin embargo no se reportó fuego. SiLA informó que la aeronave estaba en su segunda aproximación en medio de una densa niebla cuando se estrelló.

## Aeronave

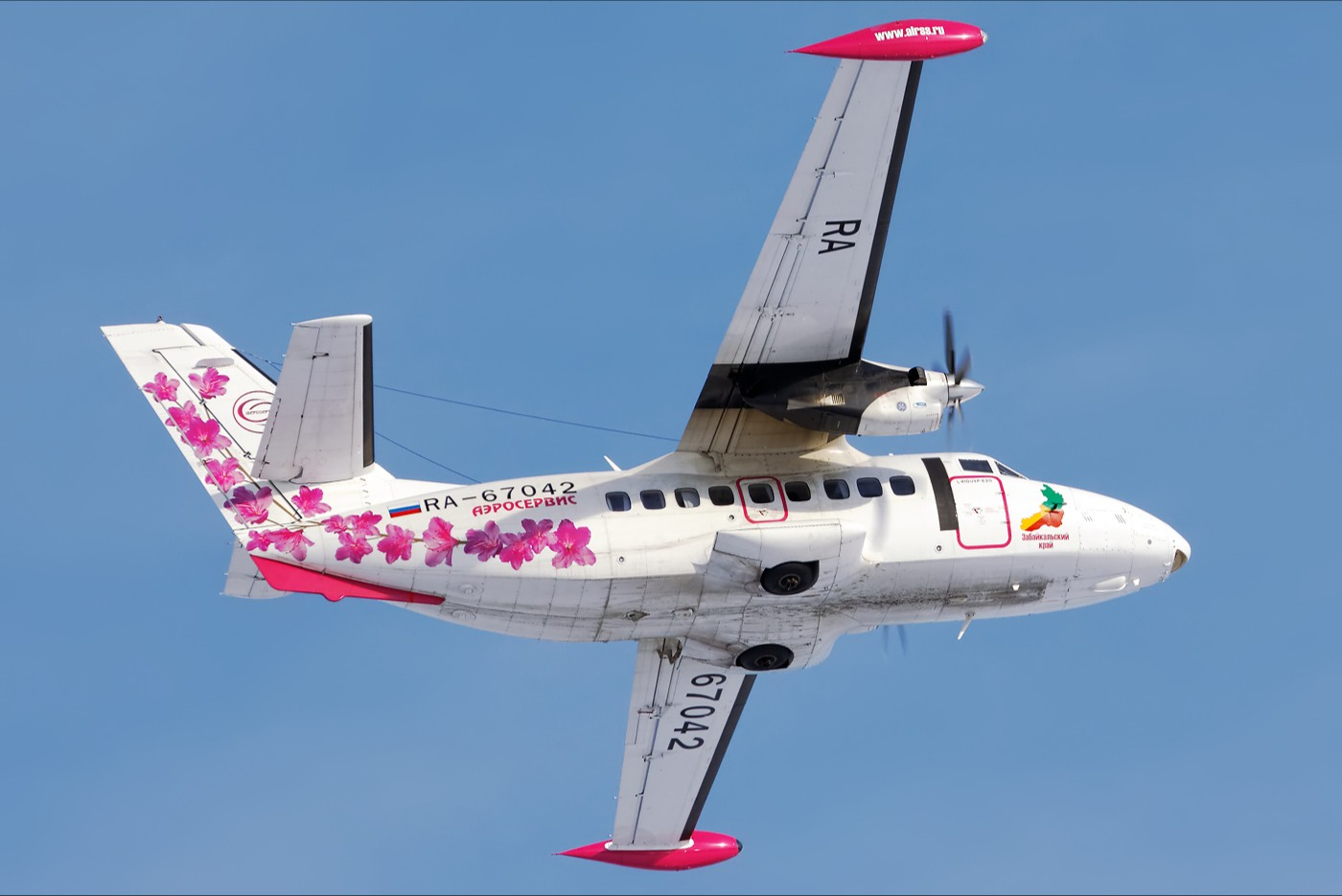
El avión en diciembre de 2015

La aeronave era un Let L-410UVP-E20 construido en 2014 con matrícula RA-67042 y con número de serie 2916, propulsado por dos motores turbohélice General Electric H80-200.

## Vuelo
El avión partió del aeropuerto internacional de la ciudad de Irkutsk e iba hacia el aeropuerto regional de Kazachinskoye. Según datos preliminares, despegó con un retraso significativo. A bordo había dos tripulantes y 14 pasajeros y la aeronave estaba cargada con 136 kg. 
El sitio de aterrizaje está diseñado para vuelos VFR únicamente, no está equipado con equipo de radio y no tiene procedimientos de aproximación por instrumentos. El sitio cuenta con un conjunto de equipos de iluminación no certificados. La altura del sitio es de 356 m sobre el m s. n. m.
La previsión meteorológica para la zona era de visibilidad en el suelo en el período de 14:00 a 18:00 - localmente 500 m, niebla en las tierras bajas. Las nubes son cumulonimbus con una altura del límite inferior de 450 m, del límite superior por encima de los 3000 m sobre el nivel del suelo, formación de hielo moderada en las nubes, viento cerca del suelo 180° 3 m/s. De 14:00 a 18:00, nubes estratos localmente dispersas con una altura del límite inferior de 100 m, el límite superior de 300 m sobre el nivel del suelo.
Al acercarse al lugar de aterrizaje, la tripulación notó la presencia de niebla. Posteriormente, los pilotos realizaron dos aproximaciones con MK = 40°, seguidas de giros. Ambas aproximaciones se realizaron con el piloto automático activado, el tren de aterrizaje extendido y los flaps retraídos. La primera vuelta se realizó desde una altura real de unos 130 m, la segunda, desde una altura de menos de 10 m. Durante la segunda aproximación, el registrador paramétrico de vuelo registró comandos de advertencia del sistema GPWS, pero no hubo señales de sonido de este sistema en la grabación del registrador de voz. Al realizar varios intentos de dar la vuelta, el piloto automático se desactivó, pero la configuración de la aeronave no cambió. Después de ascender unos 400 m por encima del nivel de la pista, la tercera aproximación se realizó con MK = 220° con el piloto automático encendido, el tren de aterrizaje extendido y los flaps retraídos. La tripulación controlaba la posición de la aeronave en términos de distancia y altitud. Según el informe del copiloto, a una distancia de 3,5 km de la pista, la altura era de 50 m. 
A las 22:51 (hora local), el avión, con una desviación a la derecha del curso de aterrizaje de unos 1100 m, chocó con árboles en la ladera de una colina 4 km al norte de Kazachinskoye (3 km del final de la pista 22) a una altitud de 400 m sobre el nivel del mar, cayó al bosque y colapsó por completo. No hubo fuego. El copiloto y 3 pasajeros murieron. El resto de pasajeros y el capitán resultaron heridos. Cuatro segundos antes de la colisión con obstáculos, la grabadora paramétrica grabó un comando de advertencia único desde el sistema GPWS, pero no se escucha en la grabación de la grabadora de sonido. Un segundo antes de la colisión con los árboles, se registraron las acciones de la tripulación en el traslado de la aeronave al ascenso.
Normalmente, un vuelo a lo largo de esta ruta dura aproximadamente una hora y media. La noticia sobre el desastre fue recibida por el Ministerio de Situaciones de Emergencia a las 23:15 hora local (18:15 hora de Moscú). El avión cayó a unos cuatro kilómetros del pueblo de Kazachinskoye, desde una altura baja en una isla cerca de un río y en condiciones de densa niebla. Según datos preliminares, el aparato hizo un segundo círculo en el momento de la caída, intentando aterrizar en condiciones de mala visibilidad.
Murieron cuatro personas, incluido el copiloto y una persona se encuentra en estado crítico.
El 15 de septiembre fue declarado día de luto en la región de Irkutsk.

## Investigación
La Fiscalía de Transportes de Rusia inició una investigación sobre el desastre. Se encontraron los registradores de vuelo (llamadas cajas negras) en el lugar del accidente. Se inició una causa penal por violación de las normas de seguridad en el transporte.
El 13 de septiembre, el IAC formó una comisión para investigar el accidente aéreo.
Las versiones prioritarias son el fallo de la tecnología y el error al pilotar en condiciones meteorológicas adversas.